# 尕斯库勒湖
尕斯库勒湖是一个位于中国青海省海西蒙古族藏族自治州的固液并存石盐盐湖，面积约为124.44平方千米，湖表卤水面积104平方千米。湖面海拔2835米。属于青藏高原。它的一级流域为内流区诸河，二级流域为柴达木内流区。

## 名称
“尕斯库勒”是蒙哈混合词，哈萨克族自1934至1984年在海西游牧了50年。“尕斯”为卫拉特语“苦”，“库勒”为哈萨克语“湖”。湖泊原称噶斯淖尔（卫拉特蒙古语方言）或噶顺淖尔（標準蒙古语），哈萨克族称格孜库勒。而現代蒙古语中“尕斯”意为瓦斯（沼气），与此湖名纯属巧合并无关联。
湖北岸的蒙古族居民点“尕斯”得名于此湖。从1725年开始，该地为青海蒙古和硕特西右翼中旗（俗称台吉乃尔旗）四陶海之一的尕斯陶海。1949年前，地图上标注为“噶斯库勒湖”。

## 徑流
汇入該湖的河流有：
- 阿拉尔河（铁木里克河），自西向东汇入。
- 大河坝河（卡尔马玲河）
- 季节河迁流补给